# Championnat d'Allemagne de football de deuxième division 1971-1972
Navigation
Regionalliga
1970-1971 Regionalliga
1972-1973
La Regionalliga 1971-1972 fut une compétition de football organisée par la Deutscher Fußball Bund au 2e niveau de la hiérarchie du football ouest-allemand.
Ce fut la 9e édition de cette compétition, qui se décomposait en une première phase séparée en cinq groupes (Nord, Berlin, West, Südwest, Süd), puis un tour de promotion (en allemand : Aufstiegsrunde in die Bundesliga) qui avait pour but de désigner les deux clubs promus en Bundesliga (D1).
De 1964 à 1974, ce format resta en vigueur, avec une variation du nombre de participants et du nombre de qualifiés selon les différentes "Regionalligen".

## Regionalliga Nord
Le Regionalliga Nord 1971-1972 fut une ligue située au 2e niveau de la hiérarchie du football ouest-allemand.
Ce fut la 9e édition de cette ligue qui couvrait le même territoire que l'ancienne Oberliga Nord, c'est-à-dire les villes libres de Brême et de Hambourg et les Länder de Basse-Saxe et du Schleswig-Holstein, donc les clubs affiliés à une des quatre fédérations composant la Norddeutscher Fußball-Verband (NFV).
Selon le règlement en vigueur, il n'y eut jamais de montant direct depuis les Regionalligen vers la Bundesliga. Un tour final annuel (en allemand : Aufstiegsrunde in die Bundesliga) regroupa les champions et qualifiés de chaque Regionalliga afin de désigner les deux promus.

### Compétition

#### Légende
| Légende         | |
| (T)             | Tenant du titre de la Regionalliga Nord.                                                             |
| C/TF            | Champion et qualifié pour le tour final pour une éventuelle montée en Bundesliga la saison suivante. |
| TF              | qualifié pour le tour final pour une éventuelle montée en Bundesliga la saison suivante.             |
| R               | club relégué vers les séries d'Amateurliga pour la saison suivante.                                  |
| en augmentation | club promu des séries d'Amateurliga depuis la saison précédente.                                     |

#### Classement
|      |    |                           | M  | G  | N  | P  | +  | -  | DB  | Pts |
| ---- | -- | ------------------------- | -- | -- | -- | -- | -- | -- | --- | --- |
| C/TF | 1  | FC St. Pauli              | 34 | 24 | 6  | 4  | 86 | 37 | +49 | 54  |
| TF   | 2  | VfL Osnabrück (T)         | 34 | 21 | 7  | 6  | 62 | 20 | +42 | 49  |
|      | 3  | VfL Wolfsburg             | 34 | 20 | 5  | 9  | 63 | 38 | +25 | 45  |
|      | 4  | HSV Barmbek-Uhlenhorst    | 34 | 19 | 7  | 8  | 53 | 33 | +20 | 45  |
|      | 5  | 1. SC Göttingen 05        | 34 | 20 | 4  | 10 | 67 | 48 | +19 | 44  |
|      | 6  | VfB Lübeck                | 34 | 14 | 11 | 9  | 50 | 41 | +9  | 39  |
|      | 7  | SC Leu 06 Braunschweig    | 34 | 13 | 12 | 9  | 60 | 47 | +13 | 38  |
|      | 8  | TSR Olympia Wilhelmshaven | 34 | 13 | 7  | 14 | 36 | 33 | +3  | 33  |
|      | 9  | Heider SV                 | 34 | 11 | 10 | 13 | 50 | 50 | 0   | 32  |
|      | 10 | TuS Celle FC              | 34 | 12 | 7  | 15 | 52 | 64 | +12 | 31  |
|      | 11 | Kieler SV Holstein        | 34 | 12 | 6  | 16 | 48 | 56 | +8  | 30  |
|      | 12 | 1. FC Phönix Lübeck       | 34 | 8  | 14 | 12 | 43 | 59 | +16 | 30  |
|      | 13 | OSV Hannover              | 34 | 12 | 6  | 16 | 47 | 69 | -21 | 30  |
|      | 14 | SV Arminia Hannover       | 34 | 10 | 8  | 16 | 43 | 51 | -8  | 28  |
|      | 15 | TuS Bremerhaven 93        | 34 | 8  | 9  | 17 | 42 | 60 | -18 | 25  |
|      | 16 | Itzehoer SV 09            | 34 | 8  | 5  | 21 | 36 | 60 | -24 | 21  |
| R    | 17 | SC Sperber                | 34 | 6  | 7  | 21 | 34 | 69 | -35 | 19  |
| R    | 18 | Polizei SV Bremen         | 34 | 6  | 7  | 21 | 31 | 68 | -37 | 19  |

### Relégation depuis la Bundesliga
À la fin de cette saison, aucun club affilié à la Norddeutscher Fußball-Verband (NFV) ne fut relégué de la Bundesliga.

### Relégation/Montée avec l'étage inférieur
À la fin de la saison, les deux derniers classés furent relégués vers les séries d'Amateurliga. 
Deux formations furent promus à l'issue du tour final des Amateurligen ("Bremen", "Hamburg", "Niedersachsen" et "Schleswig-Holstein"). Les montants furent SV Meppen et VfB Oldenburg.

## Regionalliga Berlin
Le Regionalliga Berlin 1971-1972 fut une ligue située au 2e niveau de la hiérarchie du football ouest-allemand.
Ce fut la 9e édition de cette ligue qui couvrait le même territoire que l'ancienne Oberliga Berlin, c'est-à-dire la zone de Berlin-Ouest et donc concernait les clubs affiliés à la Verband Berliner Ballspielvereine (VBB).
Selon le règlement en vigueur, il n'y eut jamais de montant direct depuis les Regionalligen vers la Bundesliga. Un tour final annuel (en allemand : Aufstiegsrunde in die Bundesliga) regroupa les champions et qualifiés de chaque Regionalliga afin de désigner les deux promus.

### Compétition

#### Légende
| Légende         | |
| (T)             | Tenant du titre de la Regionalliga Berlin.                                                           |
| C/TF            | Champion et qualifié pour le tour final pour une éventuelle montée en Bundesliga la saison suivante. |
| TF              | Qualifié pour le tour final pour une éventuelle montée en Bundesliga la saison suivante.             |
| en augmentation | club promu des séries inférieures depuis la saison précédente.                                       |
| R               | club relégué vers les séries de l'Amateurliga Berlin pour la saison suivante.                        |

#### Classement
Durant cette compétition, chaque équipe rencontra trois fois ses adversaires.
|      |    |                             | M  | G  | N | P  | +   | -  | DB  | Pts |
| ---- | -- | --------------------------- | -- | -- | - | -- | --- | -- | --- | --- |
| C/TF | 1  | SC Wacker 04 Berlin         | 33 | 24 | 5 | 4  | 85  | 28 | +57 | 53  |
| TF   | 2  | SC Tasmania 1900 Berlin (T) | 33 | 24 | 4 | 5  | 83  | 53 | +30 | 52  |
|      | 3  | SV Blau-Weiss Berlin        | 33 | 22 | 7 | 4  | 102 | 37 | +65 | 51  |
|      | 4  | Tennis Borussia Berlin      | 33 | 22 | 6 | 5  | 82  | 26 | +56 | 50  |
|      | 5  | Spandauer SV                | 33 | 14 | 6 | 13 | 51  | 60 | -9  | 34  |
|      | 6  | FC Hertha 03 Zehlendorf     | 33 | 10 | 8 | 15 | 56  | 66 | -10 | 28  |
|      | 7  | 1. FC Neukölln              | 33 | 11 | 5 | 17 | 45  | 66 | -21 | 27  |
|      | 8  | Berliner FC Alemannia 90    | 33 | 9  | 7 | 17 | 37  | 55 | -18 | 25  |
|      | 9  | Berliner SV 92              | 33 | 7  | 8 | 18 | 27  | 63 | -36 | 22  |
|      | 10 | SC Rapide Wedding 1893      | 33 | 9  | 4 | 20 | 42  | 83 | -41 | 22  |
| R    | 11 | TuS Wannsee                 | 33 | 7  | 4 | 22 | 27  | 79 | -52 | 18  |
| R    | 12 | Berliner FC Meteor 06       | 33 | 4  | 6 | 23 | 40  | 91 | -51 | 14  |

### Relégation depuis la Bundesliga
À la fin de cette saison, aucun club affilié à la Verband Berliner Ballspielvereine (VBB) ne fut relégué de la Bundesliga.

### Relégation/Montée avec l'étage inférieur
À la fin de la saison, les deux derniers classés furent relégués vers les séries de l'Amateurliga Berlin, dont deux cercles furent promus.
Les deux montants furent : Neuköllner FC Rot-Weiss et Berliner FC Preussen 1894.

## Regionalliga West
Le Regionalliga West 1971-1972 est la neuvième édition de la Regionalliga West, une ligue située au 2e niveau de la hiérarchie du football ouest-allemand.
Elle couvrait le même territoire que les anciennes Oberliga et 2. Oberliga West, c'est-à-dire le Land de Rhénanie du Nord-Wesphalie, donc les clubs affiliés à une des trois fédérations composant la Westdeutscher Fußball-und Leichtathletikverband (WFLV).
Selon le règlement en vigueur, il n'y eut jamais de promu direct depuis les Regionalligen vers la Bundesliga. Un tour final annuel (en allemand : Aufstiegsrunde in die Bundesliga) regroupa les champions et qualifiés de chaque Regionalliga afin de désigner les deux promus.

### Compétition

#### Légende
| Légende         | |
| C/TF            | Champion et qualifié pour le tour final pour une éventuelle montée en Bundesliga la saison suivante. |
| TF              | Qualifié pour le tour final pour une éventuelle montée en Bundesliga la saison suivante.             |
| R               | club relégué vers les séries de Verbandsliga pour la saison suivante.                                |
| en diminution   | club relégué de la Bundesliga depuis la saison précédente.                                           |
| en augmentation | club promu des séries de Verbandsliga depuis la saison précédente.                                   |

#### Classement
|      |    |                            | M  | G  | N  | P  | +   | -  | DB  | Pts |
| ---- | -- | -------------------------- | -- | -- | -- | -- | --- | -- | --- | --- |
| C/TF | 1  | Wuppertaler SV             | 34 | 28 | 4  | 2  | 111 | 23 | +88 | 60  |
| TF   | 2  | Rot-Weiss Essen            | 34 | 24 | 6  | 4  | 113 | 37 | +76 | 54  |
|      | 3  | SC Fortuna Köln            | 34 | 21 | 6  | 7  | 76  | 41 | +35 | 48  |
|      | 4  | Aachener TSV Alemannia     | 34 | 14 | 14 | 6  | 51  | 38 | +13 | 42  |
|      | 5  | Schwarz-Weiss Essen        | 34 | 15 | 9  | 10 | 57  | 48 | +9  | 39  |
|      | 6  | SpVgg Erkenschwick         | 34 | 13 | 10 | 11 | 41  | 52 | -11 | 36  |
|      | 7  | FC Bayer 05 Uerdingen      | 34 | 13 | 9  | 12 | 49  | 51 | -2  | 35  |
|      | 8  | SV Bayer 04 Leverkusen     | 34 | 15 | 5  | 14 | 41  | 49 | -8  | 35  |
|      | 9  | SV Arminia Gütersloh       | 34 | 12 | 7  | 15 | 48  | 56 | -8  | 31  |
|      | 10 | SG Eintracht Gelsenkirchen | 34 | 11 | 9  | 14 | 50  | 60 | -10 | 31  |
|      | 11 | SC Preussen Münster        | 34 | 12 | 7  | 15 | 43  | 57 | -14 | 31  |
|      | 12 | SG Wattenscheid 09         | 34 | 9  | 12 | 13 | 43  | 49 | -6  | 30  |
|      | 13 | DJK Gütersloh              | 34 | 12 | 5  | 17 | 44  | 75 | -27 | 29  |
|      | 14 | SC Westfalia 05 Herne      | 34 | 9  | 10 | 15 | 39  | 52 | -13 | 28  |
|      | 15 | Lüner SV                   | 34 | 10 | 7  | 17 | 34  | 50 | -16 | 27  |
| R    | 16 | VfR Neuss                  | 34 | 8  | 5  | 21 | 42  | 69 | -27 | 21  |
| R    | 17 | SC Viktoria 04 Köln        | 34 | 6  | 9  | 19 | 34  | 62 | -28 | 21  |
| R    | 18 | VfL Klafeld-Geisweid 08    | 34 | 5  | 4  | 25 | 24  | 71 | -47 | 14  |

### Relégation depuis la Bundesliga
À la fin de cette saison, deux clubs affiliés à la Westdeutscher Fußball-und Leichtathletikverband (WFLV) (B. Dortmund et A. Bielefeld) furent relégués de la Bundesliga.
La relégation de l'Arminia Bielefeld faisait suite au "Bundesliga Skandal", dans lequel ce cercle fut impliqué.

### Relégation/Montée avec l'étage inférieur
À la fin de la saison, les trois derniers classés furent relégués vers les séries de Verbandsliga. Un club de la Regionalliga West (Wuppertal) fut promu en Bundesliga lors du tour final mais deux autres cercles de cette même zone furent relégués de l'élite. Il y eut donc un descendant supplémentaire hors de la Regionalliga !
Les deux promus furent 1. FC Mülheim-Styrum et Sportfreunde Siegen.

## Regionalliga Südwest
Le Regionalliga Südwest 1971-1972 fut une ligue située au 2e niveau de la hiérarchie du football ouest-allemand.
Ce fut la 9e édition de cette ligue qui couvrait le même territoire que les anciennes Oberliga et 2. Oberliga Südwest, c'est-à-dire les Länder de Rhénanie-Palatinat et de Sarre, donc les clubs affiliés à une des trois fédérations composant la Fußball-Regional-Verband Südwest (FRVS).
Selon le règlement en vigueur, il n'y eut jamais de montant direct depuis les Regionalligen vers la Bundesliga. Un tour final annuel (en allemand : Aufstiegsrunde in die Bundesliga) regroupa les champions et qualifiés de chaque Regionalliga afin de désigner les deux promus.

### Compétition

#### Légende
| Légende         | |
| (T)             | Tenant du titre de la Regionalliga Südwest.                                                          |
| C/TF            | Champion et qualifié pour le tour final pour une éventuelle montée en Bundesliga la saison suivante. |
| TF              | qualifié pour le tour final pour une éventuelle montée en Bundesliga la saison suivante.             |
| R               | club relégué vers les séries d'Amateurliga pour la saison suivante.                                  |
| en augmentation | club promu des séries d'Amateurliga depuis la saison précédente.                                     |

#### Classement
|      |    |                              | M  | G  | N  | P  | +  | -  | DB  | Pts |
| ---- | -- | ---------------------------- | -- | -- | -- | -- | -- | -- | --- | --- |
| C/TF | 1  | VfB Borussia Neunkirchen (T) | 30 | 19 | 10 | 1  | 77 | 22 | +55 | 48  |
| TF   | 2  | SV Röchling Völklingen 06    | 30 | 18 | 5  | 7  | 55 | 34 | +21 | 41  |
|      | 3  | SV Alsenborn                 | 30 | 17 | 4  | 9  | 63 | 38 | +25 | 38  |
|      | 4  | 1. FSV Mainz 05              | 30 | 15 | 7  | 8  | 57 | 41 | +16 | 37  |
|      | 5  | TuS Neuendorf                | 30 | 13 | 7  | 10 | 54 | 34 | +20 | 33  |
|      | 6  | FK Pirmasens                 | 30 | 12 | 8  | 10 | 56 | 49 | +7  | 32  |
|      | 7  | VfR Wormatia Worms 08        | 30 | 13 | 6  | 11 | 63 | 63 | 0   | 32  |
|      | 8  | ASV Landau                   | 30 | 11 | 8  | 11 | 41 | 44 | -3  | 30  |
|      | 9  | FC 08 Homburg                | 30 | 11 | 7  | 12 | 38 | 30 | +8  | 29  |
|      | 10 | SV Südwest 1848 Ludwigshafen | 30 | 11 | 7  | 12 | 41 | 39 | +2  | 29  |
|      | 11 | FV Speyer                    | 30 | 9  | 10 | 11 | 37 | 57 | -20 | 28  |
|      | 12 | 1. FC Saarbrücken            | 30 | 10 | 6  | 14 | 34 | 42 | -8  | 26  |
|      | 13 | Eintracht Trier              | 30 | 6  | 12 | 12 | 51 | 71 | -20 | 24  |
|      | 14 | FC Phönix Bellheim           | 30 | 9  | 5  | 16 | 44 | 67 | -23 | 23  |
| R    | 15 | VfR Frankenthal              | 30 | 6  | 9  | 15 | 34 | 50 | -16 | 21  |
| R    | 16 | SpVgg Andernach              | 30 | 2  | 5  | 23 | 29 | 93 | -64 | 9   |

### Relégation depuis la Bundesliga
À la fin de cette saison, aucun club affilié à la Fußball-Regional-Verband Südwest (FRVS) ne fut relégué de la Bundesliga.

### Relégation/Montée avec l'étage inférieur
À la fin de la saison, les deux derniers classés furent relégués vers les séries d'Amateurliga.
Deux formations furent promues après le tour final des Amateurligen ("Rheinland", "Saarland" et "Südwest"). Les montants furent : Eisbachtaler Sportfreunde 1919 et VfB Theley.

## Regionalliga Süd
Le Regionalliga Süd 1971-1972 fut une ligue située au 2e niveau de la hiérarchie du football ouest-allemand.
Ce fut la 9e édition de cette ligue qui couvrait le même territoire que les anciennes Oberliga et 2. Oberliga Süd, c'est-à-dire les Länder de Bade-Wurtemberg, de Bavière et de Hesse, donc les clubs affiliés à une des cinq fédérations composant la Süddeutscher Fußball-Verband (SFV).
Selon le règlement en vigueur, il n'y eut jamais de montant direct depuis les Regionalligen vers la Bundesliga. Un tour final annuel (en allemand : Aufstiegsrunde in die Bundesliga) regroupa les champions et qualifiés de chaque Regionalliga afin de désigner les deux promus.

### Compétition

#### Légende
| Légende         | |
| (T)             | Tenant du titre de la Regionalliga Süd.                                                              |
| C/TF            | Champion et qualifié pour le tour final pour une éventuelle montée en Bundesliga la saison suivante. |
| TF              | qualifié pour le tour final pour une éventuelle montée en Bundesliga la saison suivante.             |
| R               | club relégué vers les séries d'Amateurliga pour la saison suivante.                                  |
| en diminution   | club relégué de la Bundesliga depuis la saison précédente.                                           |
| en augmentation | club promu des séries d'Amateurliga depuis la saison précédente.                                     |

#### Classement
|      |    |                        | M  | G  | N  | P  | +  | -  | DB  | Pts |
| ---- | -- | ---------------------- | -- | -- | -- | -- | -- | -- | --- | --- |
| C/TF | 1  | Offenbacher FC Kickers | 36 | 21 | 15 | 0  | 99 | 33 | +66 | 57  |
| TF   | 2  | FC Bayern Hof 1910     | 36 | 22 | 8  | 6  | 88 | 42 | +46 | 52  |
|      | 3  | TSV 1860 München       | 36 | 18 | 10 | 8  | 62 | 34 | +28 | 46  |
|      | 4  | KSV Hessen Kassel      | 36 | 13 | 14 | 9  | 57 | 47 | +10 | 40  |
|      | 5  | Karlsruher SC          | 36 | 15 | 7  | 14 | 52 | 44 | +8  | 37  |
|      | 6  | Freiburger FC          | 36 | 13 | 11 | 12 | 47 | 57 | -10 | 37  |
|      | 7  | SV Darmstadt 98        | 36 | 14 | 8  | 14 | 49 | 44 | +5  | 36  |
|      | 8  | VfR Heilbronn          | 36 | 14 | 8  | 14 | 55 | 59 | -4  | 36  |
|      | 9  | 1. FC Nürnberg (T)     | 36 | 12 | 10 | 14 | 49 | 62 | -13 | 34  |
|      | 10 | SSV Reutlingen         | 36 | 11 | 11 | 14 | 48 | 60 | -12 | 33  |
|      | 11 | SV Stuttgarter Kickers | 36 | 12 | 9  | 15 | 55 | 71 | -16 | 33  |
|      | 12 | 1. FC Schweinfurt 05   | 36 | 12 | 8  | 16 | 56 | 62 | -6  | 32  |
|      | 13 | SpVgg Bayreuth         | 36 | 10 | 12 | 14 | 40 | 52 | -12 | 32  |
|      | 14 | SpVgg Fürth            | 36 | 10 | 11 | 15 | 37 | 48 | -11 | 31  |
|      | 15 | SpVgg 07 Ludwigsburg   | 36 | 9  | 13 | 14 | 42 | 56 | -14 | 32  |
|      | 16 | SSV Jahn Regensburg    | 36 | 10 | 11 | 15 | 47 | 63 | -16 | 31  |
| R    | 17 | SC Opel 06 Rüsselsheim | 36 | 9  | 12 | 15 | 46 | 66 | -20 | 30  |
| R    | 18 | FC 08 Villingen        | 36 | 8  | 12 | 16 | 43 | 53 | -10 | 28  |
| R    | 19 | ESV Ingolstadt-Ringsee | 36 | 10 | 8  | 18 | 46 | 63 | -17 | 28  |

### Relégation depuis la Bundesliga
À la fin de cette saison, aucun club affilié à la Süddeutscher Fußball-Verband (SFV) ne fut relégué de la Bundesliga.

### Relégation/Montée avec l'étage inférieur
À la fin de la saison, les trois derniers classés furent relégués vers les séries d'Amateurliga.
Il n'y eut pas de montant supplémentaire, bien qu'une équipe de la "zone Süd" (K. Offenbach) ait remporté le tour final pour remonter parmi l'élite. La Regionalliga Süd se joua avec 18 équipes la saison suivante.
Trois formations furent promues à l'issue du tour final des Amateurligen ("Bade-Württemberg", "Bayern" et "Hessen"). Les montants furent SV Waldhof Mannheim 07, VfR 1910 Bürstadt et FC Wacker Munich.

## Tour de promotion
Le Tour de promotion des Regionalligen 1971-1972 (en allemand : Aufstiegsrunde in die Bundesliga) fut une compétition de football organisée par la Deutscher Fussball Bund, au 2e niveau de la hiérarchie du football ouest-allemand.
Ce fut la 9e édition de cette compétition qui avait pour but de désigner les deux clubs promus entre la Regionalliga (D2) et la Bundesliga (D1).
De 1964 à 1974, il n'y eut aucun montant direct du 2e vers le 1er niveau du football ouest-allemand. Le tour final décida quels étaient les promus.
Au fil des onze éditions, le nombre de participants et surtout le nombre de qualifiés selon les différentes "Regionalligen" évoluèrent.

## Les 10 Participants 1971-1972
- Regionalliga Nord:
  - FC St. Pauli
  - VfL Osnabrück
- Regionalliga Berlin:
  - SC Wacker 04 Berlin
  - SC Tasmania 1900 Berlin
- Regionalliga West:
  - Wuppertaler SV
  - Rot-Weiss Essen
- Regionalliga Südwest:
  - VfB Borussia Neunkirchen
  - SV Röchling Völklingen 06
- Regionalliga Süd:
  - Offenbacher FC Kickers
  - FC Bayern Hof 1910

## Résultats & Classements
Les dix équipes qualifiées furent réparties en deux groupes de cinq. Dans les deux groupes respectifs, les différents engagés s'affrontèrent par matches "aller/retour".

### Légende
| Légende |                                                                |
| P       | Vainqueur de groupe et promu en Bundesliga la saison suivante. |

### Groupe 1

#### Matches
| Dates      | Matches                                            | Résultats | Remarques |
| ---------- | -------------------------------------------------- | --------- | --------- |
| 22/05/1972 | FC Bayern Hof 1910 – VfB Borussia Neunkirchen      | 3-1       |           |
| 22/05/1972 | SC Tasmania 1900 Berlin – Wuppertaler SV           | 0-3       |           |
| 28/05/1972 | Wuppertaler SV – FC Bayern Hof 1910                | 2-0       |           |
| 28/05/1972 | VfL Osnabrück – SC Tasmania 1900 Berlin            | 1-0       |           |
| 31/05/1972 | VfB Borussia Neunkirchen – Wuppertaler SV          | 0-2       |           |
| 31/05/1972 | FC Bayern Hof 1910 – VfL Osnabrück                 | 1-1       |           |
| 04/06/1972 | SC Tasmania 1900 Berlin – FC Bayern Hof 1910       | 3-1       |           |
| 04/06/1972 | VfL Osnabrück – VfB Borussia Neunkirchen           | 2-0       |           |
| 07/06/1972 | Wuppertaler SV – VfL Osnabrück                     | 5-0       |           |
| 07/06/1972 | VfB Borussia Neunkirchen – SC Tasmania 1900 Berlin | 10-0      |           |
| 11/06/1972 | VfB Borussia Neunkirchen – FC Bayern Hof 1910      | 4-3       |           |
| 11/06/1972 | Wuppertaler SV – SC Tasmania 1900 Berlin           | 5-2       |           |
| 14/06/1972 | FC Bayern Hof 1910 – Wuppertaler SV                | 1-2       |           |
| 14/06/1972 | SC Tasmania 1900 Berlin – VfL Osnabrück            | 0-0       |           |
| 17/06/1972 | Wuppertaler SV – VfB Borussia Neunkirchen          | 3-2       |           |
| 17/06/1972 | VfL Osnabrück – FC Bayern Hof 1910                 | 4-3       |           |
| 21/06/1972 | FC Bayern Hof 1910 – SC Tasmania 1900 Berlin       | 6-0       |           |
| 21/06/1972 | VfB Borussia Neunkirchen – VfL Osnabrück           | 2-0       |           |
| 25/06/1972 | VfL Osnabrück – Wuppertaler SV                     | 0-4       |           |
| 25/06/1972 | SC Tasmania 1900 Berlin – VfB Borussia Neunkirchen | 3-1       |           |

#### Classement
|   |   |                         | M | G | N | P | +  | -  | DB  | Pts |
| - | - | ----------------------- | - | - | - | - | -- | -- | --- | --- |
| P | 1 | Wuppertaler SV          | 8 | 8 | 0 | 0 | 26 | 5  | +21 | 16  |
|   | 2 | VfL Osnabrück           | 8 | 3 | 2 | 3 | 8  | 15 | -7  | 8   |
|   | 3 | VfB Neunkirchen         | 8 | 3 | 0 | 5 | 20 | 16 | +4  | 6   |
|   | 4 | FC Bayern Hof 1910      | 8 | 2 | 1 | 5 | 18 | 17 | +1  | 5   |
|   | 5 | SC Tasmania 1900 Berlin | 8 | 2 | 1 | 5 | 8  | 27 | -19 | 5   |

### Groupe 2

#### Matches
| Dates      | Matches                                            | Résultats | Remarques |
| ---------- | -------------------------------------------------- | --------- | --------- |
| 22/05/1972 | SV Röchling Völklingen 06 – Offenbacher FC Kickers | 1-2       |           |
| 22/05/1972 | Rot-Weiss Essen – SC Wacker 04 Berlin              | 5-0       |           |
| 28/05/1972 | Offenbacher FC Kickers – Rot-Weiss Essen           | 2-2       |           |
| 28/05/1972 | SC Wacker 04 Berlin – FC St. Pauli                 | 1-1       |           |
| 31/05/1972 | FC St. Pauli – Offenbacher FC Kickers              | 0-0       |           |
| 31/05/1972 | Rot-Weiss Essen – SV Röchling Völklingen 06        | 2-1       |           |
| 04/06/1972 | SV Röchling Völklingen 06 – FC St. Pauli           | 0-1       |           |
| 04/06/1972 | Offenbacher FC Kickers – SC Wacker 04 Berlin       | 4-1       |           |
| 07/06/1972 | FC St. Pauli – Rot-Weiss Essen                     | 0-0       |           |
| 07/06/1972 | SC Wacker 04 Berlin – SV Röchling Völklingen 06    | 1-6       |           |
| 11/06/1972 | Offenbacher FC Kickers – SV Röchling Völklingen 06 | 7-2       |           |
| 11/06/1972 | SC Wacker 04 Berlin – Rot-Weiss Essen              | 0-4       |           |
| 14/06/1972 | Rot-Weiss Essen – Offenbacher FC Kickers           | 1-1       |           |
| 14/06/1972 | FC St. Pauli – SC Wacker 04 Berlin                 | 1-2       |           |
| 17/06/1972 | Offenbacher FC Kickers – FC St. Pauli              | 6-0       |           |
| 17/06/1972 | SV Röchling Völklingen 06 – Rot-Weiss Essen        | 1-2       |           |
| 21/06/1972 | FC St. Pauli – SV Röchling Völklingen 06           | 3-1       |           |
| 21/06/1972 | SC Wacker 04 Berlin – Offenbacher FC Kickers       | 0-6       |           |
| 25/06/1972 | Rot-Weiss Essen – FC St. Pauli                     | 6-1       |           |
| 25/06/1972 | SV Röchling Völklingen 06 – SC Wacker 04 Berlin    | 2-3       |           |

#### Classement
|   |   |                           | M | G | N | P | +  | -  | DB  | Pts |
| - | - | ------------------------- | - | - | - | - | -- | -- | --- | --- |
| P | 1 | Offenbacher FC Kickers    | 8 | 5 | 3 | 0 | 29 | 7  | +22 | 13  |
|   | 2 | Rot-Weiss Essen           | 8 | 5 | 3 | 0 | 22 | 6  | +16 | 13  |
|   | 3 | FC St. Pauli              | 8 | 2 | 3 | 3 | 7  | 16 | -9  | 7   |
|   | 4 | SC Wacker 04 Berlin       | 8 | 2 | 1 | 5 | 8  | 29 | -21 | 5   |
|   | 5 | SV Röchling Völklingen 06 | 8 | 1 | 0 | 7 | 14 | 22 | -8  | 2   |